# Ertha Pascal-Trouillot
Ertha Pascal-Trouillot (Puerto Príncipe, 13 de agosto de 1943) es una política haitiana que se desempeñó como presidenta provisional de Haití durante 11 meses en 1990 y 1991. Es la primera y única mujer que hasta la fecha ha ocupado el cargo de presidente de Haití y la primera presidenta afrodescendiente de América.

## Biografía
El 10 de marzo de 1990, el general Herard Abraham realizó un golpe militar para derrocar al Gobierno militar de Prosper Avril. Permaneció en el cargo de presidente durante tres días y luego transfirió el poder a Ertha Pascal-Trouillot (quien fungía como jefa de justicia de la Corte Suprema) en una ceremonia pública. Como jefa provisional de Estado, su trabajo era coordinar la transición a la democracia con el Consejo de Estado, que tenía poder de veto sobre ella. El Consejo de Estado estaba compuesto por 19 miembros escogidos de las principales instituciones haitianas, los partidos políticos y los movimientos de base. Supervisó las primeras elecciones verdaderamente democráticas en la historia de Haití el 16 de diciembre de 1990, que Jean-Bertrand Aristide ganó con el 67 % de los votos.
El 6 de enero de 1991, Roger Lafontant, dirigente de Tonton Macoute bajo la dirección de Jean-Claude Duvalier, derrocó a la presidenta provisional Ertha Pascal-Trouillot y se declaró presidente. Sin embargo, después de que miles de partidarios de Aristide llenaron las calles en protesta y Lafontant declaró la ley marcial, el ejército (todavía conducido por el general Abraham) lo derrocó y volvió a instalar a Pascal-Trouillot, en un intento de elevar la popularidad de esta última.
En febrero de 1991, Pascal-Trouillot traspasó el cargo de presidente  a Jean-Bertrand Aristide. Aristide hizo arrestar a Pascal-Trouillot bajo cargos de complicidad en el intento de golpe de Estado de enero. Fue liberada al día siguiente a pedido del embajador estadounidense en Puerto Príncipe, quien exigió que se levantara la prohibición de su salida del país. Pascal-Trouillot abandonó el país, pero volvió más de un año después. Desde entonces, ha vivido lejos de la política y actualmente está trabajando en la redacción de volúmenes de la Enciclopedia biográfica de Haití.